# Karl Kaerner
Karl Kaerner (* 26. Juli 1804 in Kusel; † 30. September 1869 in München) war ein deutscher Bauingenieur und königlich bayerischer Baubeamter.
Kaerner studierte ab 1823 am Gewerbeinstitut Berlin, sein Studium schloss er 1828 mit der Prüfung für den Staatsbaudienst ab.
1848 kam Kaerner nach Rosenheim und übernahm dort den Posten des Vorstands der staatlichen Bauinspektion. Einer seiner bedeutendsten ingenieurtechnischen Leistungen war 1851 der Bau der überdachten Maximiliansbrücke, die bis zu ihrer Sprengung 1945 in Mühldorf am Inn über den Inn führte. Vier Monate nach ihrer Einweihung dankte der Magistrat der Stadt Mühldorf am 14. Februar 1852 Kaerner mit der Verleihung der Ehrenbürgerwürde.
Heute ist zudem im Norden der Stadt eine Straße nach ihm benannt.
| Personendaten    | Personendaten                                     |
| ---------------- | ------------------------------------------------- |
| NAME             | Kaerner, Karl                                     |
| KURZBESCHREIBUNG | deutscher Bauingenieur und bayerischer Baubeamter |
| GEBURTSDATUM     | 26. Juli 1804                                     |
| GEBURTSORT       | Kusel                                             |
| STERBEDATUM      | 30. September 1869                                |
| STERBEORT        | München                                           |